# Sedum rubens
Sedum rubens és una espècie de planta crassulàcia.

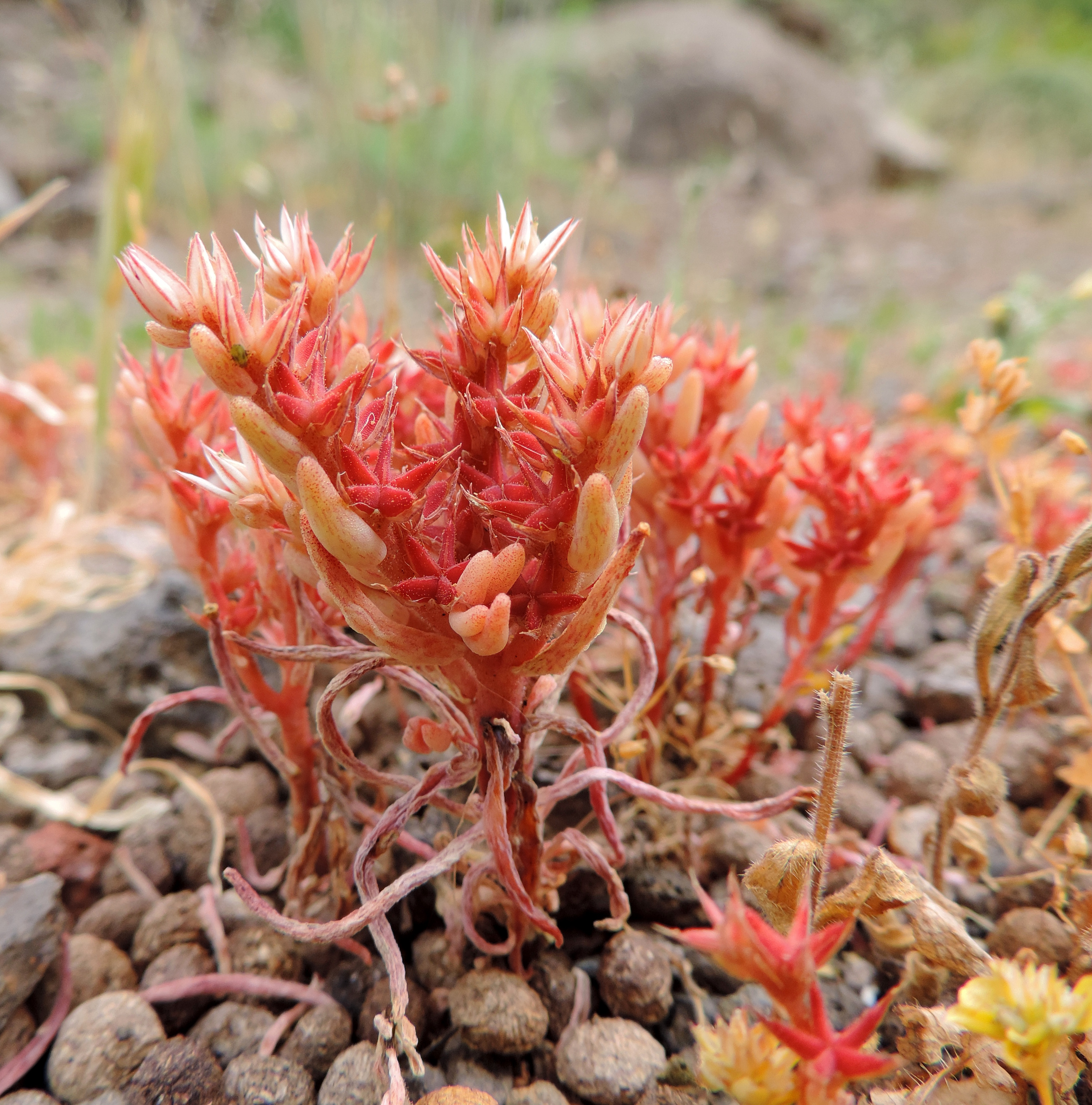
Vista de la planta

## Morfologia
S. rubens és una petita planta herbàcia caducifòlia que durant gran part de l'hivern i de la primavera creix en forma de petita roseta de fulles lineals, carnoses, de color verd clar o rosades, al final de l'estació pot adquirir coloracions vermelloses. Pot coexistir amb Sedum caespitosum, que és molt més petita. Floreix a finals de la primavera.

## Distribució i hàbitat
Tés una distribució mediterrània es troba en prats terofítics, en zones seques amb molt poca terra, sovint sobre parets de pedra seca.

## Taxonomia
Sedum rubens va ser descrita per Linnaeus i publicat a Species Plantarum 432. 1753.
Etimologia
rubens: és un epítet específic llatí que significa "roig"
Sinònims
- Aithales rubens (L.) Webb i Berthel.
- Crassula rubens (L.) L.
- Procrassula mediterranea Jord. i Fourr.
- Procrassula pallidiflora Jord. & Fourr.
- Sedum ibicense Pau
- Sedum matrense Kit.
- Sedum steudelii Boiss.[4][5]